# Mapy.com

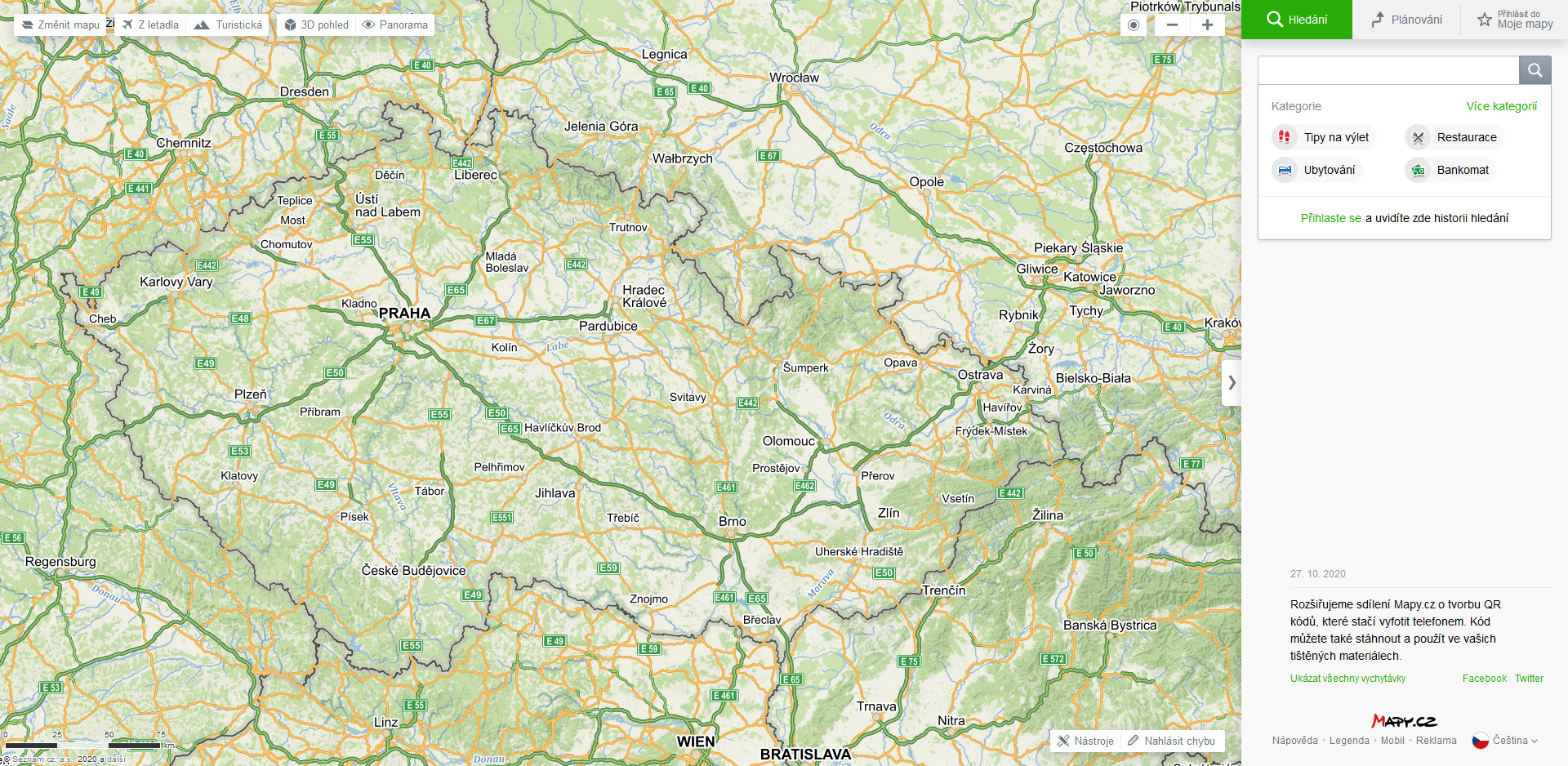
Vzhled map v prosinci 2020

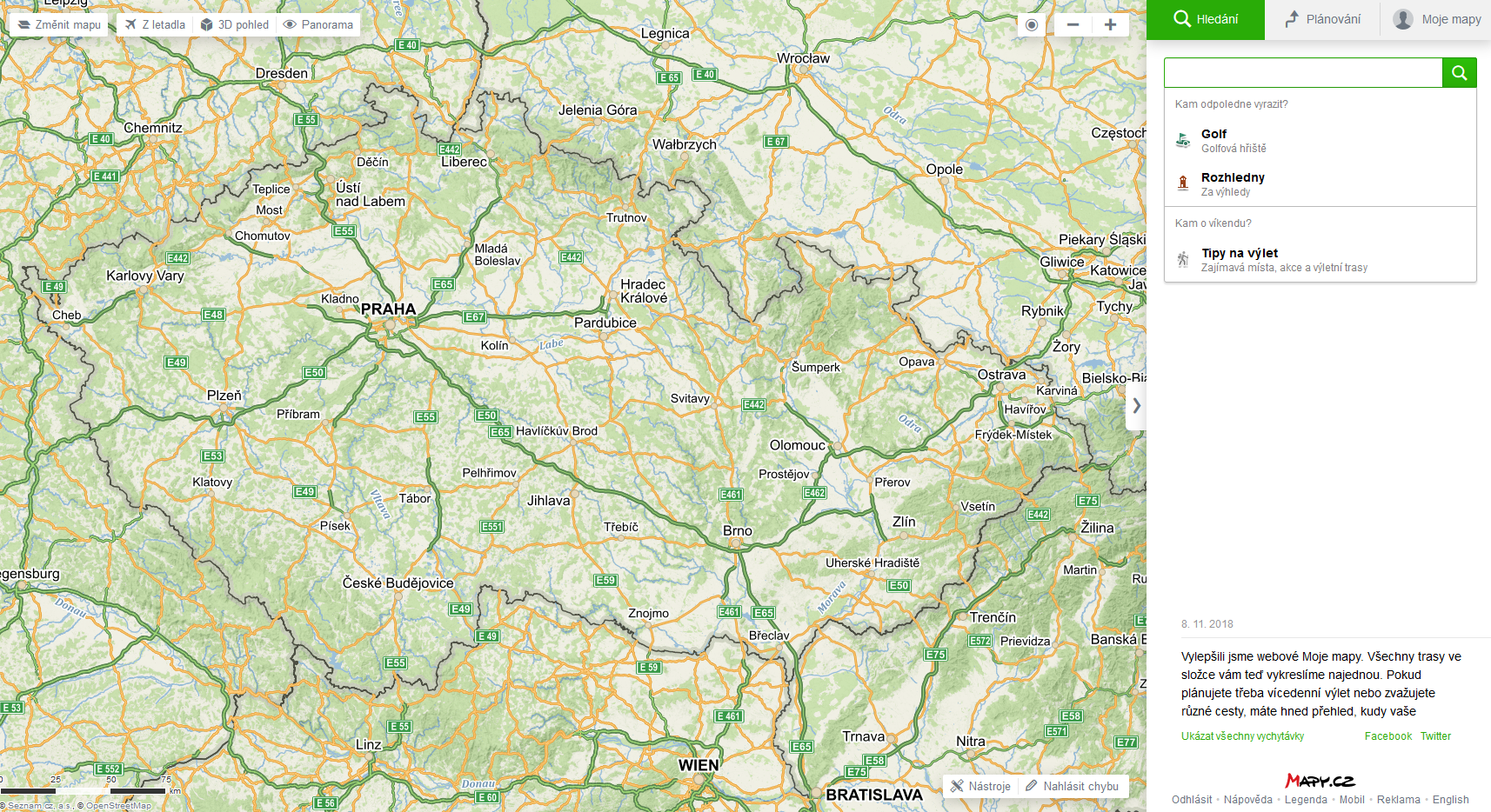
Vzhled map v listopadu 2018

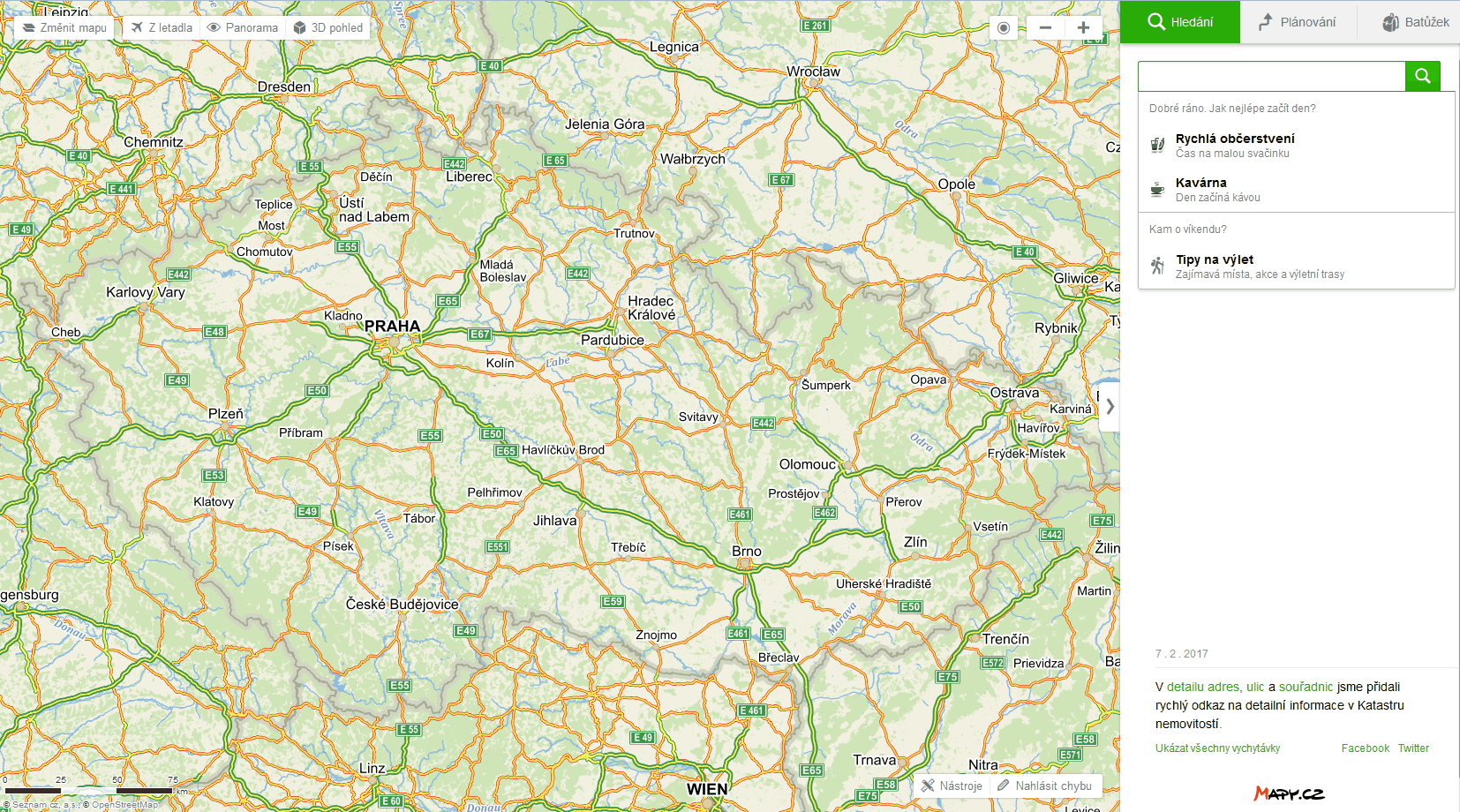
Vzhled map v únoru 2017

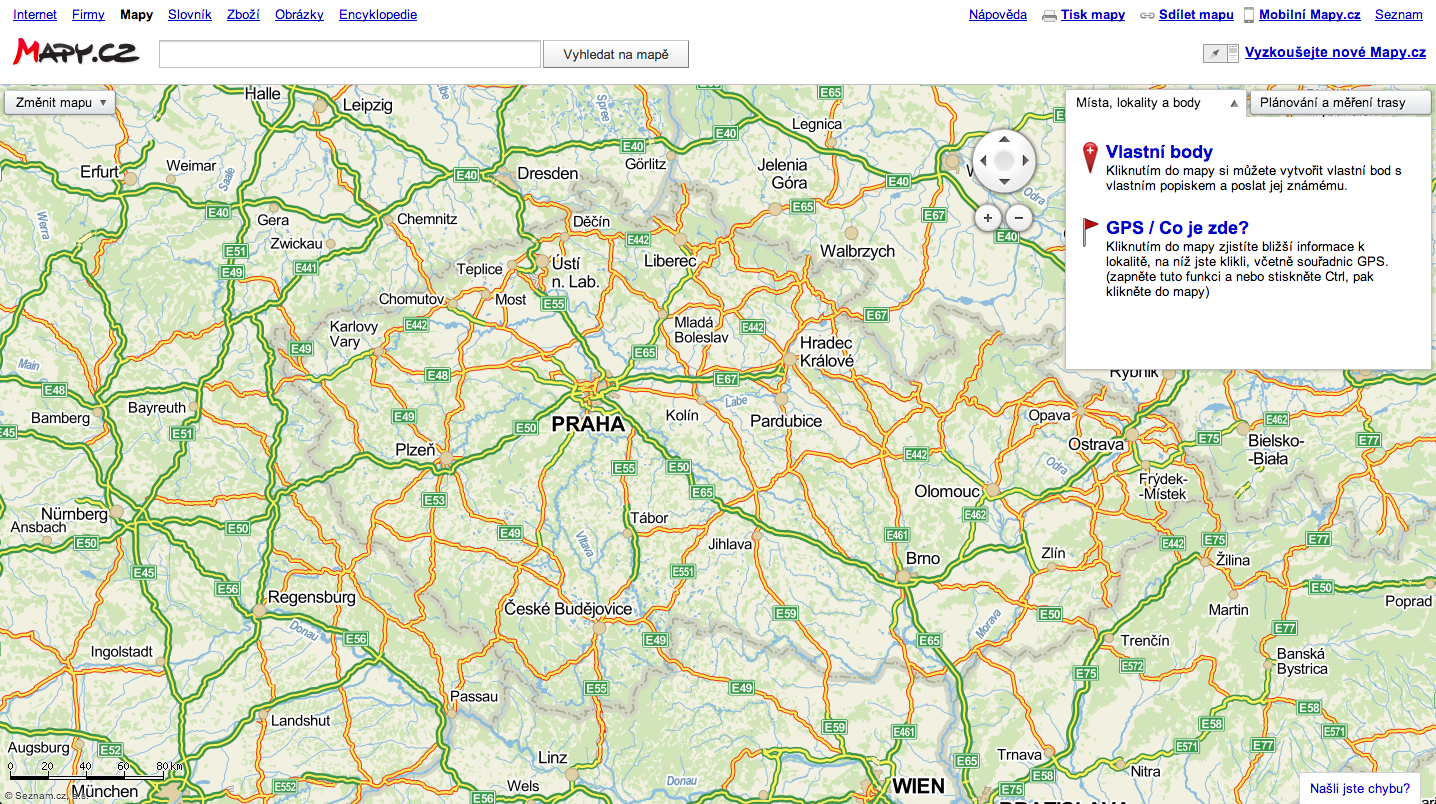
Vzhled map v červnu 2014

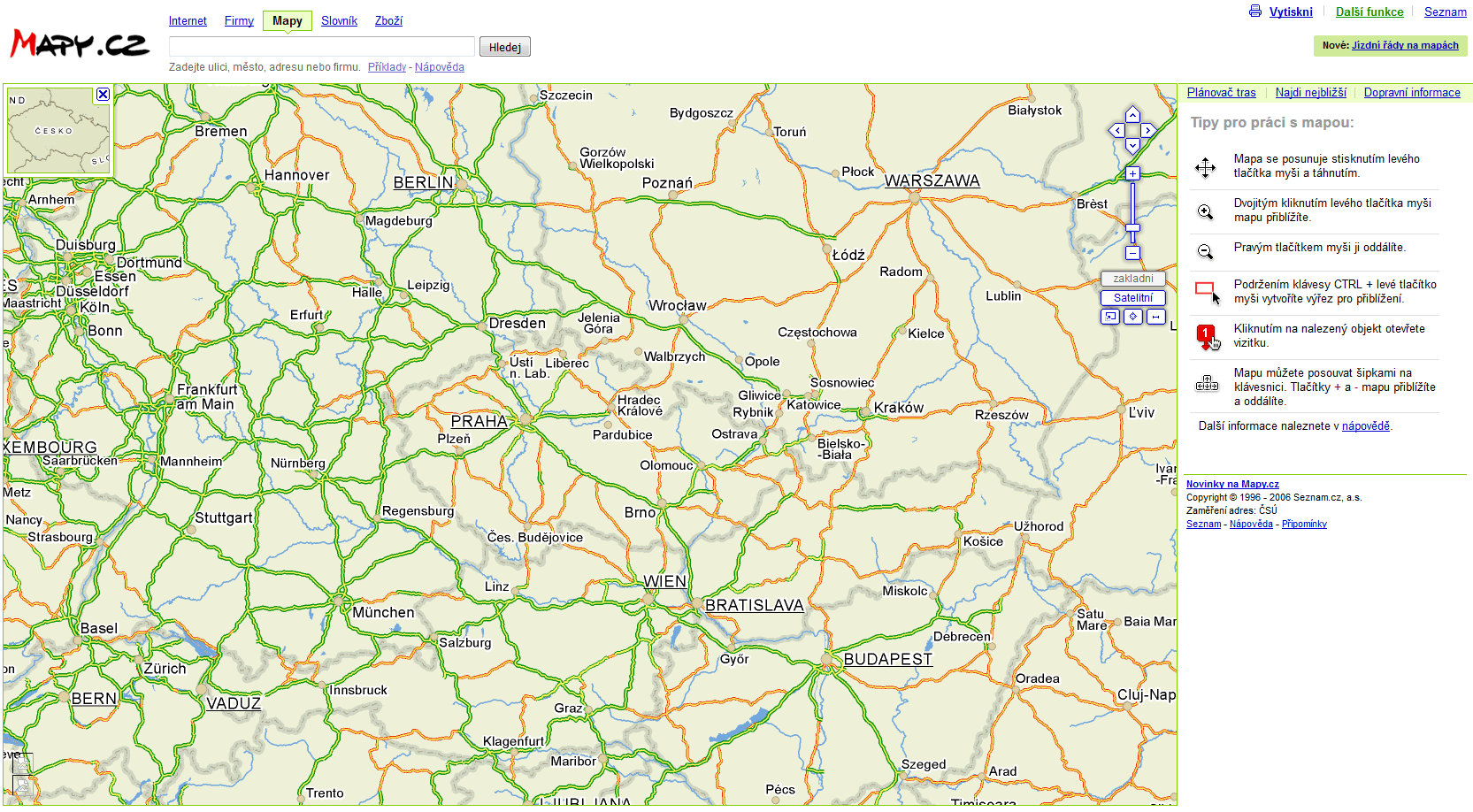
Vzhled map v roce 2006

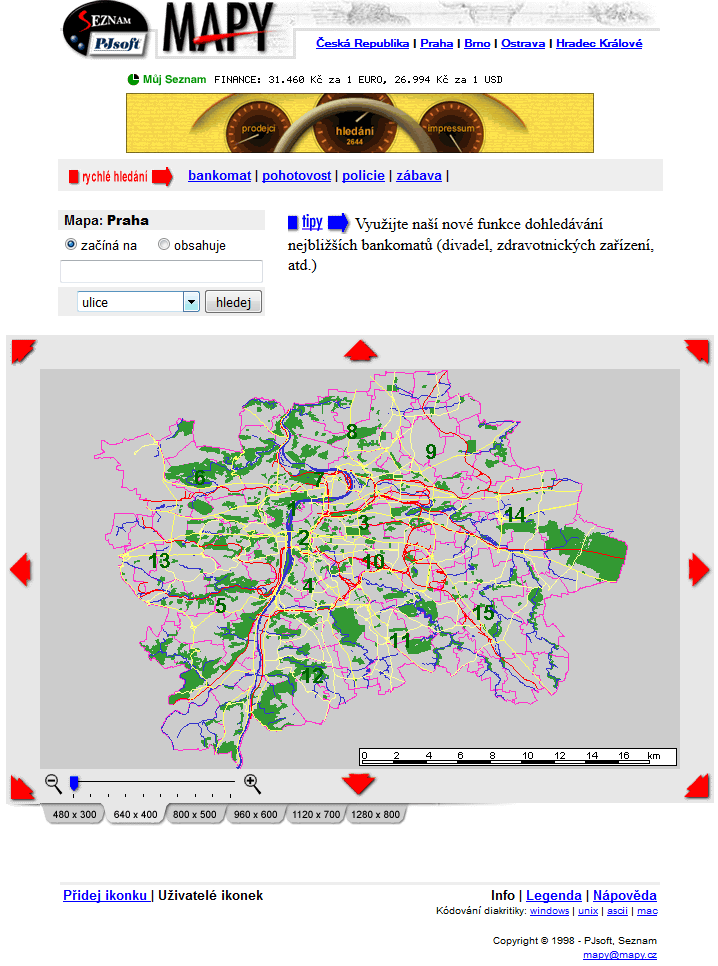
Vzhled map v roce 1998

Mapy.com (v letech 1998–2025 Mapy.cz) je česká internetová a mobilní mapová aplikace vyvíjená společností Seznam.cz s celosvětovým mapovým pokrytím a s lokalizací do mnoha jazyků.
Území Česka vychází z vlastních mapových podkladů, zbytek světa je převzat z dat projektu OpenStreetMap. Mezi mnohé funkce aplikace patří plánovač tras autem, veřejnou dopravou, na kole, pěšky a dalšími způsoby. Aplikace obsahuje velké množství bodů zájmu s vlastními popisy či popisy z Wikipedie a fotografiemi, které nahrávají sami uživatelé. Na rozdíl od jiných globálních mapových aplikací se odlišuje celosvětovou turistickou mapou a též celosvětovou zimní mapou, které svým vzhledem připomínají klasické tištěné mapy.
Webová aplikace je lokalizována do šesti jazyků: čeština, angličtina, němčina, italština, polština, ruština, slovenština a ukrajinština.
Mobilní aplikace obsahuje navíc další jazyky, např.: francouzština, španělština, portugalština, nizozemština, maďarština, norština, dánština, turečtina, rumunština a řečtina. 
Společnost Seznam.cz uvádí, že se jedná o nejpoužívanější mapový portál v Česku. Založen byl koncem 20. století, nedlouho po vzniku samotné firmy Seznam.cz; v té době obsahoval pouze mapu České republiky.

## Historie

### 1998
Mapy.cz byly spuštěny v 1998, tehdy je pro Seznam.cz provozovala společnost PJsoft s.r.o.. Mapy obsahovaly automapu České republiky a městské plány vybraných měst.

### 2005
Na podzim roku 2005 přichází velká inovace webové stránky s celoobrazovkovým ovládáním, které si již Seznam.cz naprogramoval sám. Zároveň rozšířil mapové podklady a v rámci základní mapy postupně zpodrobnil mapu do úrovně plánů měst na celém území Česka. Spolu s tím změnil i dodavatele mapových podkladů na společnost PLANstudio, s.r.o.. Mapy.cz umí také hledat adresy v rámci ČR a to s využitím dat ČSÚ. Pro zobrazení je využit souřadnicový systém UTM.

### 2006
V roce 2006 Mapy.cz přidaly letecké snímky od firmy Geodis, s.r.o.. Je také uvolněno API (http://api.mapy.cz) pro další využití mapového řešení na jiných webových stránkách.

### 2007
V roce 2007 přibyla turistická mapa, dodavatelem mapových podkladů byla firma SHOCart s.r.o.. Spolu s tím proběhl i další redesign.

### 2008
Rok 2008 přinesl mapu celé Evropy z dat firmy Navteq a fotomapy – možnost nahrávání fotografií uživateli.

### 2010
V roce 2010 přibývá vyhledávání adres v rámci celé Evropy (data Navteq) a rozšíření plánovače tras o variantu pro turisty a cyklisty s využitím turistických značených tras a cyklotras.
Před koncem roku byla zveřejněna betaverze nového rozhraní map

### 2011
2011 dochází opět k redesignu. Přibývají podrobná měřítka pro evropská města a detailní šikmé snímky 140 měst (dodavatel Geodis, s.r.o.). API je uvolněno pro maximum případů využití – i pro komerční účely. Na podzim proběhla akvizice divize Digital firmy PLANstudio, s.r.o., čímž Seznam.cz získal vlastní mapové podklady a navigační databáze pro Česko a Slovensko.
V dubnu byla uvolněna první verze mobilní aplikace pro Android a iOS s on-line mapami Česka.

### 2013
Mobilní aplikace přinesla off-line turistické mapy Česka a Slovenska.

### 2014
Koncem roku 2014 Mapy.cz začaly pro mapu Evropy využívat data z otevřeného projektu OpenStreetMap. Touto změnou se zvýšil počet bodů zájmu z původního jednoho na dva a půl milionu.

### 2015
V dubnu spustila společnost Seznam.cz ve veřejné beta verzi vykreslování map celého světa, opět založeného na datech OpenStreetMap. Do ostrého provozu byla základní mapa celého světa uvedena dne 27. května 2015 a v říjnu téhož roku k ní přibyla i turistická mapa světa. Tato verze přináší celkem osm milionů bodů zájmu, což tvoří největší databázi bodů zájmu na českém internetu.
Pro zobrazení mapy celého světa přešly Mapy.cz na Mercatorovo zobrazení jako ostatní celosvětové mapové portály.

### 2016
O prázdninách roku 2016 společnost Seznam.cz zpřístupnila na všech svých mobilních aplikacích turistickou hlasovou navigaci. (iOS, Android, Windows Phone).
V dubnu bylo spuštěno plánování po všech lesních a polních cestách (http://seznam.seznamblog.cz/post/143005293941/kdo-se-boj%C3%AD-do-lesa-a%C5%A5-si-napl%C3%A1nuje-trasu-s).
V červnu byly přidány letecké snímky celého světa (http://seznam.seznamblog.cz/post/146652515026/mapycz-spustily-sn%C3%ADmky-cel%C3%A9ho-sv%C4%9Bta).
V říjnu do aplikace přidala funkci záznamu trasy zvanou Stopař.
Návštěvnost webu činila začátkem roku 2016 v průměru téměř 310 000 uživatelů denně.

### 2017
Mapy.cz postupně doplnili parkovací zóny v Praze a dalších městech nebo plánky českých a moravských zoologických zahrad.
V červnu mapy.cz změnili svou barevnost, došlo ke sjednocení základní a turistické mapy.
V červenci byly spuštěny off-line mapy celého světa v mobilní verzi.. V rámci webové verze je možné vidět naplánovanou trasu i ve 3D mapách.
Ke červenci se od map oddělily Jízdní řády, které mají svoji stránku www.seznam.cz/jizdnirady/. Možnost plánování v rámci veřejné dopravy zůstala na Mapy.cz zachována.
V prosinci byla uvolněna desktopová verze pro OS Windows, dostupná ve Store.

### 2018
V rámci Panoramy přibyly v květnu fotografie z Krosny – mobilního snímacího zařízení neseného člověkem, především mimo komunikace obsluhované auty.
V červnu došlo ke změně organizace uživatelských dat, kdy se původní Batůžek změnil na Moje mapy a umožnil vytváření složek či sdílení informací s ostatními.

### 2019
V únoru byly 3D mapy rozšířené o klasické a zimní mapy promítané skrz 3D pohled a byla i tak vytvořena planeta země z pohledu 3D neboli globu.
V dubnu byla přidána předpověď počasí z meteorologického serveru Windy.
Díky propojení s rezervačním systémem Booking přibylo v červnu v mapách více než 1,6 milionu hotelů včetně možnosti on-line rezervace ubytování.
V srpnu byla rozšířena předpověď počasí i k jednotlivým místům naplánované trasy.
Ke konci roku přibyla u mobilní aplikace podpora pro Apple CarPlay.

### 2020
V souvislosti s covidem-19 bylo v dubnu spuštěno trasování https://napoveda.seznam.cz/cz/mapy/covid-19/ Archivováno 26. 4. 2020 na Wayback Machine. a mapa aktuálních případů https://mapy.cz/covid/.
V září nabídl plánovač tras současné zobrazení až 3 alternativních tras jak pro auto, tak i na kole nebo pěšky.
V červnu byla doplněna data hustoty provozu v ČR, která se zobrazují v Dopravní mapě na webu i v mobilní aplikaci a která jsou také využívána při plánování tras a navigaci. Vše pracuje v reálném čase na základě dat z pohybu vozidel.

### 2021
V lednu přibyl aktuální stav upravených lyžařských stop v zimní mapě ve spolupráci se serverem Bílé stopy.
Od dubna Mapy.cz umožňují propojení s aplikací Android Auto a lze je tak zobrazit v informačním panelu aut, které Android Auto podporují.
V srpnu přibyla možnost hodnocení provozoven. Mapy.cz zobrazují vlastní hodnocení kvality spojené s rozesíláním nálepek s dosaženým hodnocením v daném roce.

### 2022
Mapy.cz postupně nasazují aktualizované panoramatické uliční snímky, které pro ně od roku 2021 snímá nizozemská firma Cyklomedia Technology B.V.
V průběhu roku byla rozšiřována navigace o upozornění na radary, dopravní omezení apod. 
V květnu proběhla aktualizace leteckých snímků na Moravě.
V září přibyla možnost hodnocení všech bodů zájmu uživateli, do té doby to bylo možné jen u firem v ČR.
Od října se u bodů zájmu zobrazují další rozšiřující informace, které jsou čerpány z Wikidat a částečně z OpenStreetMap.

### 2023
V únoru bylo rozšířeno Hodnocení bodů zájmu o možnost přidat fotografie a strukturovaně hodnotit.
Od května přibyla možnost snadnějšího přepínání starších leteckých snímků, stejná funkce je i u Panoramy.
V červnu proběhla aktualizace leteckých snímků západních Čech, v červenci pak přibyly podrobnější snímky Německa, Francie a Slovinska.
Mapy.cz v létě začaly používat přesnější výškový model, který přinesl podrobnější vrstevnice a stínovaný reliéf.
V září přibylo zobrazení katastrální mapy.
Koncem listopadu přibylo sdílení polohy při navigování.

### 2024
Během března bylo změněno prostředí výběru map s možností zapínání vrstev mapy pro každou mapu zvlášť, především fotografie a katastrální data. 
V květnu přibyla ve spolupráci s Windy možnost zobrazení webkamer z celého světa a byly také doplněny další fotografie k bodům zájmu s využitím Wikimedia Commons. 
V říjnu mapy rozšířily zobrazení aktuálního dopravního provozu vedle Česka i na Slovensko.
Na konci listopadu Mapy.cz získaly ocenění Křišťálová lupa v kategorii Nástroje a služby.
Začátkem prosince bylo spuštěno Mapy.cz Premium, které formou ročního předplatného zpoplatnilo některé drobné funkce a především offline mapy, přičemž zdarma zůstala jen jedna.

### 2025
Koncem března se Mapy.cz po 27 letech přejmenovaly na Mapy.com.
V dubnu byla publikována verze pro hodinky Apple Watch a hodinky s Wear OS, dostupná je ale pouze v rámci předplatného Premium.
Dne 19. května byla přejmenována i česká jazyková verze, došlo k finálnímu přesunu webové aplikace na Mapy.com.

## Aplikace
Aplikace Mapy.cz jsou připraveny jako webová stránka pro všechny internetové prohlížeče a také jako mobilní aplikace.

### Webová aplikace
Mapy.cz ve formě webové stránky lze zobrazit ve většině internetových prohlížečů v aktuálních i dřívějších verzích v rámci většiny operačních systémů. Jedná se například o Microsoft Edge, Mozilla Firefox, Google Chrome, Internet Explorer, Safari či Opera. Aplikace je navržena jako responzivní.

### Mobilní aplikace
Mapy.com existují i jako nativní aplikace pro operační systémy mobilních telefonů a tabletů. Je podporován OS Android, iOS a HarmonyOS. Verze pro Windows Phone byla ukončena v roce 2019. Obsah map je shodný s webovou aplikací, ale liší se funkcemi. Lze stahovat jednotlivé státy světa pro off-line použití. Aplikace umožňuje hledání, plánování tras a následnou navigaci, synchronizaci s webovou verzí (Moje Mapy), práci s GPS (centrování mapy, záznam stopy).
Aplikace funguje v off-line režimu při prohlížení mapy celého světa a od roku 2017 i při plánování tras a vyhledávání. Letecké mapy jsou v režimu on-line a je vyžadován přístup k internetu.
První verze mobilní aplikace byla vydána 18. prosince 2013.
Možnost stažení aplikace: https://aplikace.seznam.cz/mapy/.

## Vrstvy
Mapy.cz je možno zobrazit v řadě předdefinovaných tematických podob:
- Základní – obecná topografická mapa s barevným vyznačením lesů a stínováním
- Dopravní – mapa pro řidiče, barevně potlačená Základní mapa se zvýrazněnými silnicemi, doplněná o vizualizaci provozu dopravy, uzavírky a omezení na trase
- Turistická – Základní mapa obohacená o prvky turistických map – turistické apod. trasy, cyklotrasy, vrstevnice, chráněná území apod.
- Fotografická – Turistická mapa doplněná o uživatelské fotografie
- Letecká, Letecká '18, Letecká '15, Letecká '12, Letecká '06, Letecká '03 – 5 sad leteckých map z různých let snímkování, umožňují srovnání v rozmezí 15 let. Obsahují názvy sídel a vodoznak („© Seznam.cz, © TopGis“)
- Z letadla – rychlá nabídka Letecké mapy (nejnovější), obsahuje navíc ještě část podkladu výchozí mapy (základní, turistické, dopravní)
- Zimní – speciální mapa upravená pro zimní období s vyznačenými sjezdovkami, lanovkami, lyžařskými běžeckými stopami apod.
- Zeměpisná – tematická mapa zobrazující rekordy a zajímavosti v Česku, na Slovensku a částečně i v Evropě
- Z 19. století (dříve „Historická mapa“) – historická mapa území Česka (druhé vojenské mapování) obsahující mj. německé názvy nebo vesnice zaniklé během 20. století. Další zajímavostí je, že zobrazuje pouze historické území Čech, Moravy a Rakouského Slezska, tedy bez Hlučínska, Valticka, Vitorazska apod. Ucelený přehled na této mapě použitých zkratek neexistuje, ale postupně vzniká v článku Seznam zkratek na starých mapách.
- Haptická – haptická mapa pro nevidomé a slabozraké, určená pro tisk

### Atlas světa
Součástí portálu Mapy.cz je od roku 2019 Atlas, určený především pro školství a vzdělávání. Jde o digitální obdobu tištěného školního atlasu světa, který využívá výhody elektronické formy (multimediální forma, odkazy na další informace, hledání, interaktivní legenda, porovnávací tabulky apod.).
Kromě základní fyzickogeografické mapy a mapy států nabízí Atlas velké množství témat v sekcích Příroda, Lidé a společnost a Hospodářství.

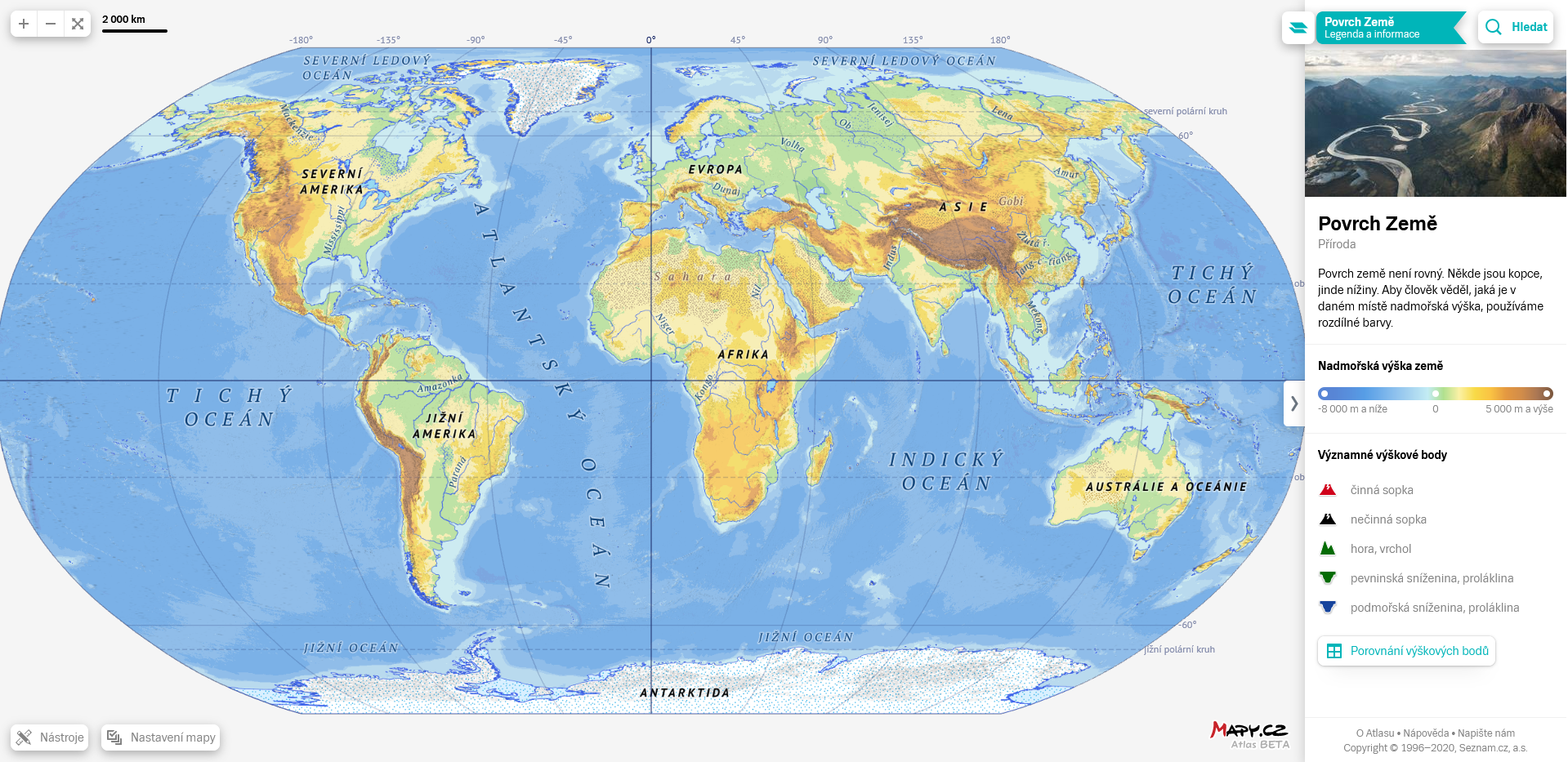
Atlas – fyzickogeografická mapa
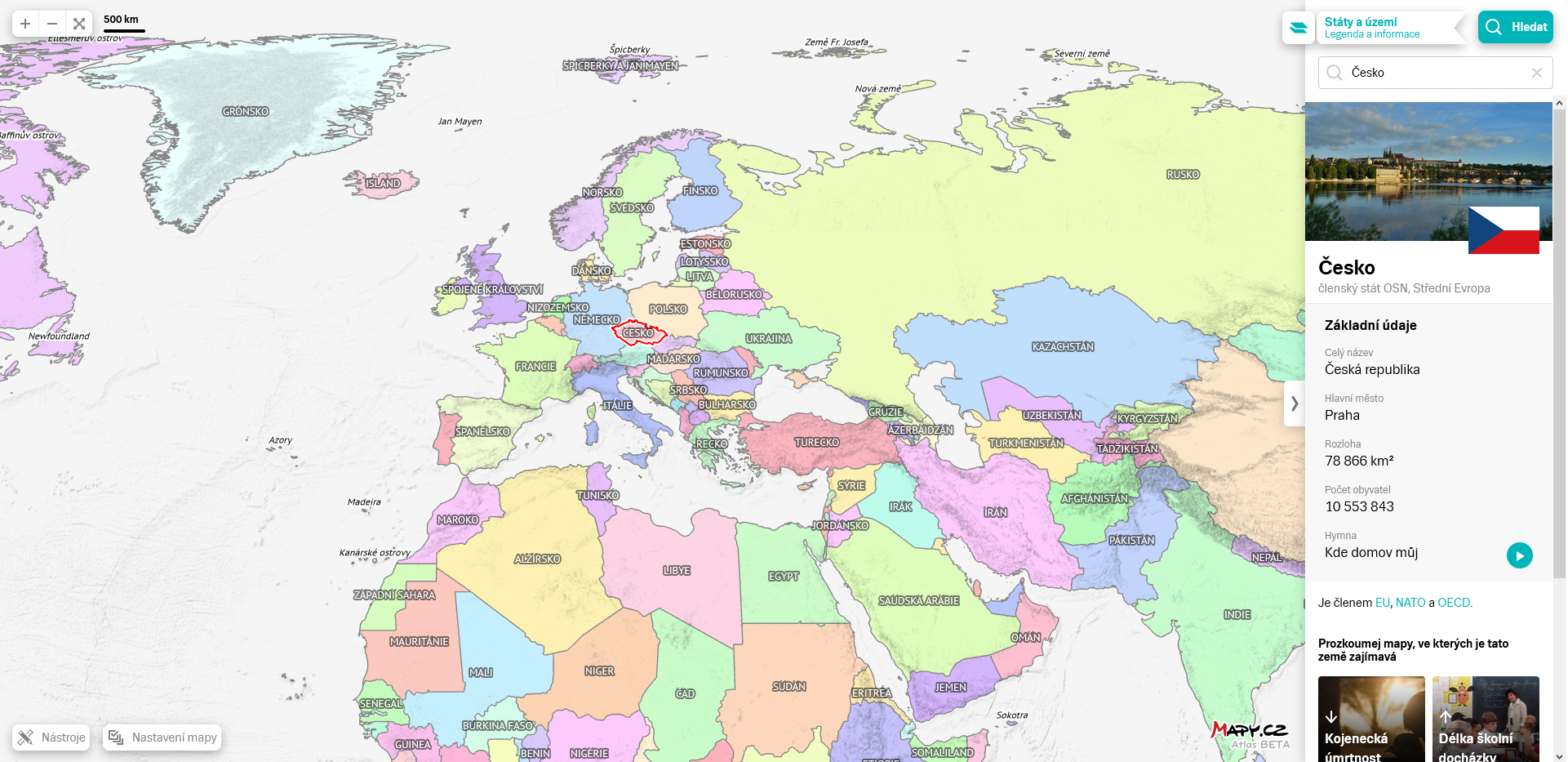
Atlas – politická mapa
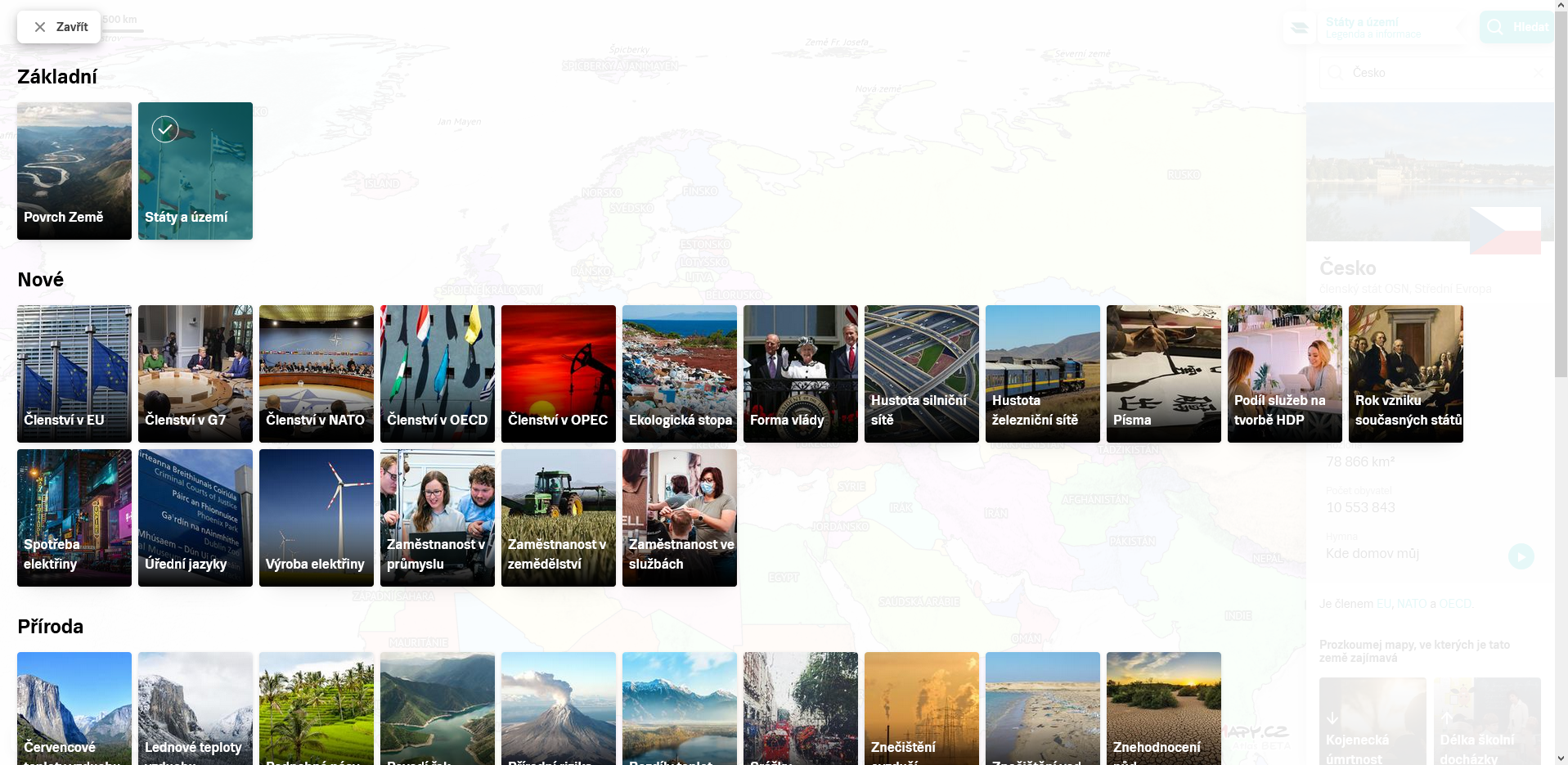
Atlas – nabídka témat
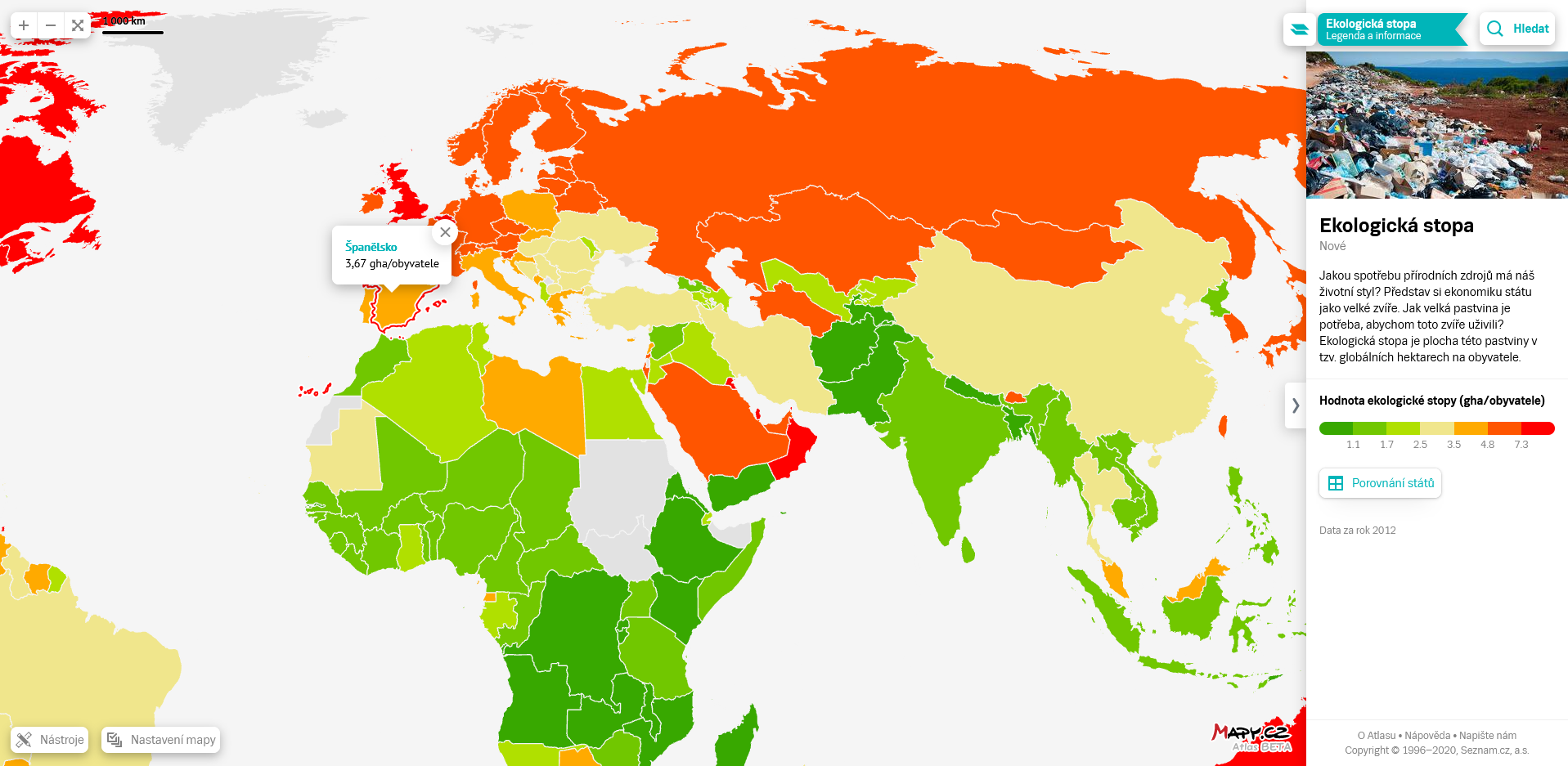
Atlas – téma Ekologická stopa
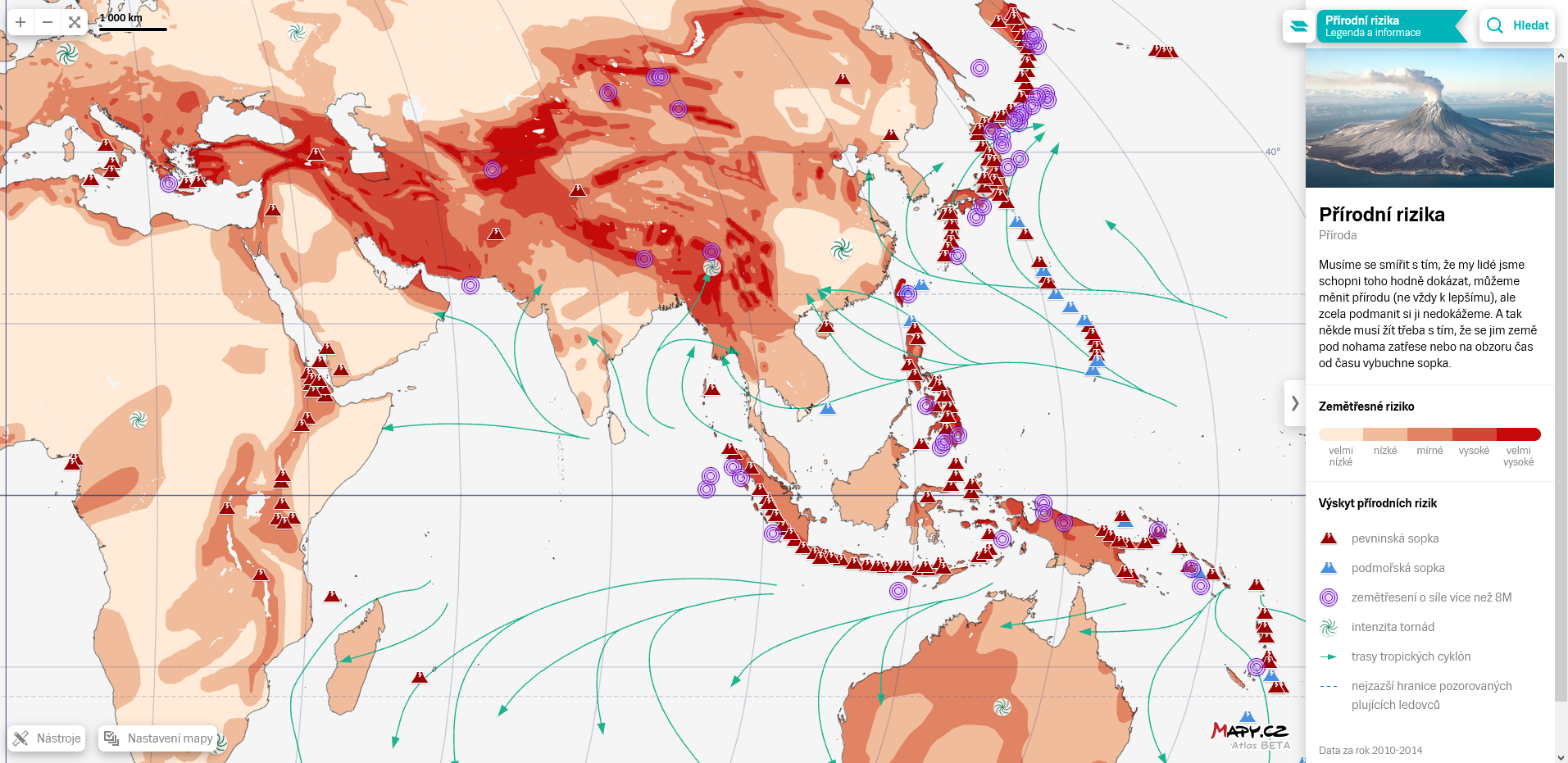
Atlas – téma Přírodní rizika

### Aprílové mapy
Mapy.cz pravidelně připravují svůj aprílový žertík v rámci mapové aplikace, kdy na 1. dubna nasazují speciální mapu ať už s humoristickým obsahem nebo netradičním pojetím kartografického vyjádření. Tyto aprílové mapy je možné zhlédnout i nadále přes menu Změnit mapu nebo speciálním heslem.
Seznam aprílových map:
- Česko jinak (2016)
- Textová mapa ČR (2017)
- Česko za 100 let (2018)
- Staré dobré Mapy.cz (2019) – proklik na starý design map z 90. let (s aktualizovanými daty)

## Služby

### Plánovač trasy
Plánovač trasy je služba, která ukáže průběh trasy na mapě a zobrazí, kolik to je kilometrů a minut. Služba je celosvětově dostupná pro automobily, cyklotrasy, pěší trasy; v Česku a na Slovensku také pro veřejnou dopravu a sezonní plánování, které je odlišné v létě a v zimě.
Od roku 2020 je součástí plánovače trasy pro automobily varianta se zohledněním hustoty dopravy na základě dat z jedoucích vozidel v reálném čase. K červnu 2025 zobrazují Mapy.com hustotu provozu v 9 zemích - Česká republika, Chorvatsko, Itálie, Maďarsko, Německo, Polsko, Rakousko, Slovensko a Slovinsko.

### Města ve 3D
Celou ČR je možno prohlédnout ve 3D.

### Panorama
Seznam.cz se rozhodl investovat do projektu Panorama, při kterém jsou z jedoucího auta či jdoucím člověkem snímány panoramatické fotografie pokrývající celou viditelnou scénu. Panoramata jsou následně pospojována a umístěna na Mapy.cz, kde lze v rámci jejich virtuální prohlídky prohlížet nasnímaná místa jako při skutečném procházení. Služba je dostupná v rámci webové aplikace i mobilní verze Mapy.cz.
Fotografování snímků probíhá od roku 2013. V roce 2018 byla tímto způsobem nafocena většina českých silnic a postupně dochází k jejich aktualizaci. Jedná se o podobnou funkci, kterou společnost Google ve svých Google mapách označuje jako street view.

## Aplikační programové rozhraní
Mapy lze použít v vlastních stránkách pro vykreslování různých interaktivních map (např. výběr místa dodání) a to podle podmínek používání skrze API.
Technicky je možné použít i v desktopových aplikacích s gui založeném na framework electron, apod.

### Významné schopnosti aplikačního rozhraní
- vykreslení/pozicování/zoom s volitelnými souřadnicemi
- vykreslování ve vrstvách v různém pořadí (vrstvy se mohou i nemusí pohybovat spolu s mapou)
- vykreslování značek a polygonů přes mapu pohybujících se spolu s mapou ve vrstvě
- seskupování značek
- výběr a přepínání typu mapy
- geokódování a plánování trasy
- měření vzdálenosti mezi dvěma souřadnicemi
- přidání reakce na uživatelskou interakci s mapou (pomocí přijímání událostí)

### Známé dlouhodobé chyby v rozhraní

#### Mapy API verze 4.13 –Neil Armstrong
- chybějící metoda SMap.Util.standardDistanceFormat(distance, longDecimal která je veřejně dokumentovaná, avšak není k dispozici v této verzi, ale až v interní verzi 5.[15]

## Easter eggy v mapách
Kromě tradičních aprílových map obsahovaly mapy.cz i pár easter eggů.
Spuštění proběhlo vepsáním cheatů z hry Doom do vyhledávacího pole mapy (fungovalo pouze ve webové aplikaci na stroji, potažmo webovém prohlížeči, který umí odesílat stisky klavesnice).

### Zaměřovač
Kód pro spuštění: idkfa
Vprostřed mapy se zobrazí zaměřovač, který označuje místo k bombardování. Bombarduje se pomocí tlačítka control (ctrl). Zaměřování se provádí pomocí posunu mapy. Bombardovaná místa vypadají jako díry prostřelené zpoza do mapy.

### Letadlo
Kód pro spuštění: iddqd
Vprostřed mapy se (a přes zaměřovač, pokud je již spuštěný) objeví letadlo. Letadlo létá po mapě a lze s ním zatáčet pomocí kurzorových šipek po a proti směru hodinových ručiček. Mapa se posouvá a načítá tak, aby letadlo udržela uprostřed. Velikost Letadla se s zoomem mapy nemění a při nejmenším zoomu je rozpětí křídel větší než Austrálie. Rychlost pohybu mapového podkladu se také s zoomem nemění a tak je možné s letadlem obletět svět pod 8 sekund.
Tento easteregg je kompatibilní s zaměřovačem (lze bombardovat za letu).

## Podmínky využívání a ekonomický model fungování
Pro veřejnost jsou mapy a jejich základní služby dostupné bezplatně.
Screenshoty mapových podkladů a aktuálních obrazových dat je povoleno bezplatně používat pro další publikaci za podmínky uvedení zdroje ve formě loga Mapy.cz nebo popisu Mapy.cz a uvedení (ponechání) copyrightu vlastníka autorských práv použitého mapového podkladu. Také je možno je využívat a šířit podle licence Creative Commons CC-BY-SA 4.0.
Využití služby Mapy API je využití možné na základě smluvních podmínek, které dělí možné způsoby využití na základní (bez nutnosti uzavírání smlouvy), prémiové (na základě zvláštní smlouvy) a zakázané. Mezi prémiové způsoby využití patří například využití v uzavřených sítích (intranet), uzavřených komunitách, na neveřejných nebo zpoplatněně přístupných webových stránkách, při tvorbě konkurenčního obsahu, zpřístupnění obsahu mimo internet atd.
Pro údržbu mapového obsahu Mapy.cz hojně využívají crowdsourcingu formou uživatelsky přívětivého nástroje k hlášení chyb nebo k podání upřesňujících informací do map.
Veřejné uživatelské rozhraní Mapy.cz prakticky není zatíženo žádnou nesouvisející reklamou. Příjmy provozovatele map tak mohou plynout jednak z prodeje licencí k prémiovému využití služby Mapy API, jednak z prémiových služeb přidruženého projektu Firmy.cz, jehož údaje jsou v mapě dostupné prostřednictvím mapových značek zájmových bodů a výsledků vyhledávání v mapě. Základní, bezplatnou službou je zobrazení základního profilu firmy, zaplatit si lze za službu „Seznam naplno“, která zahrnuje zobrazení plného profilu firmy, nabídek a událostí a za upoutávky a přednostní pozice ve výsledcích vyhledávání v projektech Firmy.cz, Seznam.cz a Mapy.cz.

## Ocenění
Mapy.cz jsou pravidelně dobře hodnoceny v anketě Křišťálová Lupa jak veřejností tak odbornou porotou. Účastní se i soutěže 

### Křišťálová Lupa (Mapy.cz)

#### Hlasování veřejnosti
Cena popularity
2. místo: 2015, 2016
3. místo: 2018
Nástroje a služby
1. místo: 2011, 2012, 2013, 2014, 2016, 2018, 2019, 2020, 2021, 2022, 2023
2. místo: 2015, 2017

#### Hlasování odborné poroty
Projekt roku
2. místo: 2006, 2007
Globální projekty českých tvůrců
2. místo: 2017
Obsahová inspirace
3. místo: 2015

#### Zrušené kategorie
Mobilní služba
1. místo: 2011, 2013, 2014

### Ocenění Mapa roku (Atlas.mapy.cz)
Kartografická díla pro školy a vzdělávání
Vítěz: 2020 

### Ocenění v soutěži Fénix content marketing
Best heroes in crisis
Vítěz: 2020

### Ocenění v soutěži Zlatý středník
Mobilní aplikace a inovace
Vítěz: 2020/21

### Ocenění Nejdůvěryhodnější značka
Online mapy
Vítěz: 2022